# Övre Grubbsjön
Övre Grubbsjön är en sjö i Vilhelmina kommun i Lappland och ingår i Ångermanälvens huvudavrinningsområde. Sjön har en area på 0,0215 kvadratkilometer och ligger 685 meter över havet. Vid provfiske har elritsa och öring fångats i sjön.